# Apiastrum angustifolium
Apiastrum angustifolium är en flockblommig växtart som beskrevs av Thomas Nuttall, John Torrey och Asa Gray. Apiastrum angustifolium ingår i släktet Apiastrum och familjen flockblommiga växter. Inga underarter finns listade i Catalogue of Life.